# Diphyus flavicornis
Diphyus flavicornis là một loài tò vò trong họ Ichneumonidae.